# キャメロット最後の守護者 (短編)
「キャメロット最後の守護者」（キャメロットさいごのしゅごしゃ、英語: The Last Defender of Camelot）は、アメリカ合衆国の小説家ロジャー・ゼラズニイによる短編ファンタジー小説。現代を舞台に、狂える魔法使いマーリンに立ち向かう老騎士ランスロットの活躍を描く。
作者が小説でランスロットを取り扱うのは『アヴァロンの銃』に続いてこれで二度目となる。
発表の翌年バルログ賞短編部門を受賞し、またテレビドラマや漫画に翻案された。
日本語訳は、浅倉久志によるものがハヤカワ文庫の同名の短編集『キャメロット最後の守護者』に収録されている。

## あらすじ
アーサー王時代の人物たちが、三者三様の原因で現代に命を繋いでいた。
魔術師マーリンはニミュエによって魔法の眠りに沈み、魔女モーガン・ル・フェイは自らの魔法で若さを保って。
そして、物語の主人公であるかつての円卓の騎士・ランスロットは本人が知らぬまま、マーリンが遠い未来に手駒として利用するため魔法によって時の流れから守られて、緩やかに老いを重ねていた。
サンフランシスコで戯れに占い屋を営んでいたモーガン・ル・フェイと邂逅したランスロットは、歓談の中でマーリンの目覚めの時が迫っている事を伝えられる。かの魔術師は極端な懲悪の理想を備えた狂人であり、かつてのアーサー王のように国家指導者が魔術師に心酔することがあれば、現代では大量破壊兵器による虐殺をもたらしかねない。彼女の依頼に従い、社会への介入を止めるようマーリンを説得するためランスロットは急ぎコーンウォールへと渡る。
対話が双方にとって甲斐無く終わった後、ランスロットが自身の障害になることを危惧したマーリンは、しもべである〈うつろな騎士〉に命じて彼を世界のはざまで儀式の生贄に捧げようとする。
これに対してランスロットは、新たな「アーサー王」の創造を阻止するための「キャメロット最後の守護者」

としてうつろな騎士に立ち向かい、一方のマーリンは乱入したモーガンの献身的な犠牲によって彼女と共に世界のはざまの消滅に巻き込まれる。

## 受賞歴
この短編は1980年バルログ賞短編部門を受賞している。

## 翻案作品
1986年、この短編を原作として、『トワイライト・ゾーン』の1エピソード「キャメロット・蘇る神話」が制作された。
1993年には James Zimmerman の手によって漫画化もされている。